# Air Niugini
Air Niugini Limited er det nationale flyselskab i Papua Ny Guinea. IATA-code er PX og ICAO-code er ANG. Air Niugini er baseret Port Moresby, hvorfra selskabet opererer et nationalt netværk af indenrigsflyvninger fra samt et begrænset antal internationale flyvninger. 
Air Niugini blev grundlagt i 1973 som Papua Ny Guineas nationale flyselskab med 60% af aktierne ejet af staten Papua Ny Guinea, mens de resterende 40% var delt mellem de tre australske flyselskaber Ansett, Qantas og Trans Australia Airlines (TAA). Flyselskabets navn Niugini er det lokale ord på kreolsproget Tok pisin for New Guinea.
Selskabet har været under økonomisk pres som følge af manglende evne til at generere overskud og regeringen presses af Den Internationale Valutafond for privatisere selskabet, hvilket regeringen er imod på grund af frygt for at det vil svække indenrigsruterne. Til gengæld har regeringen med effekt fra 2007 introduceret en open sky politik, der åbner for at andre luftfartsselskaber kan flyve på de internationale ruter til og fra Papua Ny Guinea.